# Canillas de Albaida
Canillas de Albaida é um município da Espanha na província de Málaga, comunidade autónoma da Andaluzia, de área 33 km² com população de 854 habitantes (2004) e densidade populacional de 23,50 hab/km².

## Demografia
| Variação demográfica do município entre 1991 e 2004 | Variação demográfica do município entre 1991 e 2004 | Variação demográfica do município entre 1991 e 2004 | Variação demográfica do município entre 1991 e 2004 |
| --------------------------------------------------- | --------------------------------------------------- | --------------------------------------------------- | --------------------------------------------------- |
| 1991                                                | 1996                                                | 2001                                                | 2004                                                |
| 637                                                 | 659                                                 | 726                                                 | 777                                                 |